# The Returned (serie televisiva)
The Returned è una serie televisiva statunitense del 2015 prodotta per A&E Network, remake della serie francese del 2012 Les Revenants.
La serie, incentrata sulla misteriosa riapparizione di persone morte in passato, è stata cancellata al termine della prima stagione. Netflix l'ha distribuita al di fuori degli Stati Uniti.

## Episodi
| Stagione       | Episodi | Prima TV originale | Prima TV Italia |
| -------------- | ------- | ------------------ | --------------- |
| Prima stagione | 10      | 2015               | 2015            |